# I-UA.tv
Канал I-UA.TV — україноцентричний інформаційно-незалежний аналітичний волонтерський майданчик громадської спілки Національна Асамблея України, створений безпосередньо зусиллями її учасників.

## Історія
У 2016 році створено Волонтерське Громадське Телебачення — I-UA.tv (Я-UA).
Участь в роботі каналу I-UA.TV здійснюється на волонтерських засадах. Розробка та випуск/подача контенту/матеріалу провадиться власними силами ведучих програм та авторів проектів.
У 2017 році телеканал розпочинає мовлення у форматі 16:9 та форматі високої роздільної здатності 1080р на YouTube та Facebook.
На початку 2019 року телеканал повністю змінює дизайн сайту та структуру і розпочинає тестування прямої трансляції OTT у тестовому режимі. Трансляції програм через сайт заплановано у 2019 році.
У лютому 2022 року в етері I-UA.tv стартував марафон патріотичної української пісні та запущена стрічка новин.

## Мета Каналу I-UA.TV
- формування сучасних трендів розвитку україноцентричного громадянського суспільства України;
- пропагування мовних, культурно-історичних цінностей народу, культурний обмін з іншими народами засобами технологічних можливостей;
- донесення професійної неупередженої думки з резонансних та значущих подій, що впливають на долю Країни;
- розвиток соціальної активності, стимулювання пасіонарних можливостей особи;
- сприяння зміцненню самоврядних основ суспільства з урахуванням його національної специфіки.

Канал не має літредакторів, відповідальних за випуск матеріалу та цензорів, тому кожен з перелічених авторів персональних рубрик є їх модератором і відповідачем на питання, що виникають після оприлюднення матеріалу/контенту на сайті Каналу та його відображення у соціальних мережах і месенджерах.

## Ведучі каналу
- Володимир Тетерук
- Олексій Якименко
- Іван Пєтухов
- Сергій Баркар
- Світлана Саламатова
- Світлана Процишак
- Манана Абашидзе
- Октябрина Лісовська
- Валерій Пильгун
- Сергій Горбаченко
- Наталія Каплун
- Світлана Вовк
- Сергій Кондрюк
- Артур Гончаров
- Олександр Палій
- Андрій Гарнат
- Роман Сулейманов
- Олександр Вахній
- Ганна Шерстюк
- Сергій Куценко
- Ігор Макаренко
- Тетяна Руденко
- Ерфан Кудусов
- Юрій Смола
- Лідія Буцька
- Віктор Шишкін
- Михайло Скляр
- Олег Бугай